# Carretera del Carmel
La carretera del Carmel és un carrer del districte d'Horta-Guinardó de Barcelona, que començava a la plaça de Sanllehy fins a arribar al santuari de la Mare de Déu del Mont Carmel, a la part alta del turó del Carmel. Actualment el primer tram de la carretera, des de la plaça Sanllehy fins a la primera corba, a uns 300 metres, s'anomena carrer d'Ana María Matute Ausejo (Abans carrer de Ramiro de Maeztu).

## Història
A mitjans del segle xix hi havia el camí de Can Xirot, que era un camí de carro pràcticament intransitable per on discorrien els carregaments de les mines de Can Xirot; també hi havia el camí de Can Móra que vorejant la tanca del Parc Güell i a través del camí de Can Xirot arribava fins a l’actual carretera del Carmel a l'alçada de Mühlberg, per continuar després per l'actual carrer d'Alcalde de Zalamea; i l'antic camí del Carmel que resseguia l'actual carrer Miquel dels Sants Oliver i la seva continuació pel carrer d'Albert Llanas, per enllaçar més o menys a l'alçada de la corba de la Pera on trobava la carretera del Carmel, i continuar després per el Coll del Portell, actual carrer Alcalde de Zalamea, cap a Horta.
El 1888 es va construir l'hotel de Can Mans, al Carmel, però l'accés en carruatges per l'antic camí del Carmel era molt penós, motiu pel qual Joan Vila i Sabadell, propietari de Can Mans, va arribar a un pacte amb Joaquin de las Llanas López de la Huerta, propietari de gran part del territori de can Baró, per poder transitar per dins la seva propietat fent el recorregut fins al Carmel més amable. El febrer de 1888 acorden per un termini de 20 anys i al preu de 40 pessetes anuals per a l'ús exclusiu de carruatges que es dirigeixin a l'hotel de Can Mans. Però pocs anys després, vist que hi circulaven altres vehicles no autoritzats, Joan Vila hi posà una cadena al camí. Les protestes van provocar que l'Ajuntament de Gràcia demanés al de Sant Martí (Can Baró pertanyia a aquest municipi) retirar la cadena, però Joan Vila s'hi negà. Això motivà que el 1898 es projectés una nova carretera, amb el recorregut aproximat a l'actual. El procés va ser llarg ja que s'havien d’expropiar terres de molts propietaris del vessant del turó corresponent al territori de Sant Martí, ara ja annexionat a Barcelona. L'any 1921 els propietaris de les finques afectades pel traçat, inclosa l'ermita del Carmel, van cedir els terrenys per a la construcció del vial. La carretera del Carmel es va pavimentar a principis de 1929, essent inaugurada la millora el juny de 1929 per l'alcalde de Barcelona el Baró de Viver juntament amb les autoritats municipals i veïnals. Els discursos, parlaments i refrigeris es van celebrar a can Mans.

## Línia d'autobús
El 1927 es va instaurar la primera línia d'autobús que arribava al Carmel, la línia Gràcia-El Carmel, de l'empresa Ribas-Saladrigas, que s'iniciava a la plaça de Lesseps, i per la travessera de Dalt enllaçava amb la carretera del Carmel a la plaça Sanllehy, passava pel costat del Park Güell i després del revolt de la pera passava per davant de l'ermita del Carmel, fins a la barriada de Can Mans, al carrer Cristià (actual Santuari), cantonada Madrid (actual Manxa). L'empresa Ribas-Saladrigas va ser absorbida l'any següent per Autobuses del Norte de Barcelona S A, que el març de 1929 va suspendre el servei pel mal estat de la carretera, que s'asfaltaria 3 mesos després. Al novembre de 1930 es va fer càrrec de la línia Pelai-Horta l'empresa Autobuses Roca, que el 1939 seria absorbida per la Companyia General de Autobuses.

## Curses de patinets
A la dècada dels anys 1930 es va popularitzar entre la canalla la baixada en patinet des del santuari fins a la plaça Sanllehy, aprofitant el poc trànsit i el pendent de la carretera. L'Agrupación de Propietarios del Monte Carmelo alertava en el seu butlletí de desembre de 1930 als pares dels infants del risc d'aquesta pràctica. Tanmateix, es van organitzar curses més o menys oficials, fins que es van incorporar a les festes majors, aplecs de joventut o altres esdeveniments socials.

## Revolt de la Pera
El revolt més tancat de la carretera és el revolt de la Pera, sota del qual hi havia el grup de barraques de Raimon Casellas, que el 1980 es van enderrocar i s'hi van construir els anomenats pisos verds per a reallotjar-hi els barraquistes.